# Carl Henrik Boheman
Carl Henrik Boheman (10. července 1796 Jönköping – 2. listopadu 1868) byl švédský entomolog.
Boheman studoval na Univerzitě v Lundu. Již od dětství byl zapáleným entomologem. V roce 1841 byl jmenován profesorem Švédské královské akademie věd a kustodem oddělení entomologie Švédského muzea přírodních věd ve Stockholmu. Do penze z muzea odešel v roce 1867.
Boheman byl specialista na brouky zvláště na čeledi mandelinkovití a nosatcovití, částečně spolupracoval s Carl Johan Schönherrem (1772–1848) na jeho díle Curculionidae. Jeho další práce byly Årsberättelse om framstegen I insekternas myria ach arachnidernas naturalhistoria under åren 1845 och 1846 (1847), Insecta Caffraria (dva svazky, 1848-1857), Monographia Cassididarum Holmiæ (čtyři svazky, 1850-1862) a devátá část, věnovaná čeledi Cassidinae, v Catalogue of coleopterous insects in the collection of the British Museum (1856). Boheman napsal 49 důležitých článků, popisujících mnoho běžných druhů ze San Franciska, Kalifornie nasbíraných v letech 1851-1853 expedicí Eugenie a mnoho dalších severoamerických brouků.
Jeho vnukem byl diplomat Erik Boheman a pravnukem herec Erland Josephson.

## Dílo
- Insecta Caffrariae annis 1838-1845 a J.A. Wahlberg collecta. Coleoptera. Holmiae : Fritze & Norstedt Vol. 1 8 + 625 pp.(1851).